# Phaenocarpa scutellaris
Phaenocarpa scutellaris är en stekelart som beskrevs av Gurasashvili 1983. Phaenocarpa scutellaris ingår i släktet Phaenocarpa och familjen bracksteklar. Inga underarter finns listade i Catalogue of Life.